# Perils of the Deep Blue
 (juin 2013).
Si vous disposez d'ouvrages ou d'articles de référence ou si vous connaissez des sites web de qualité traitant du thème abordé ici, merci de compléter l'article en donnant les références utiles à sa vérifiabilité et en les liant à la section « Notes et références ».
Albums de Sirenia
The Enigma of Life
(2011) The Seventh Life Path
(2015)
Singles
1. Seven Widows Weep
Sortie : 12 mai 2013

Perils of the Deep Blue est le sixième album du groupe norvégien de metal symphonique Sirenia paru le 28 juin 2013 sur le label Nuclear Blast.

## Liste des chansons
Toute la musique est composée par Morten Veland[réf. nécessaire].
| No  | Titre                      | Durée |
| --- | -------------------------- | ----- |
| 1.  | Ducere Me in Lucem         | 3:32  |
| 2.  | Seven Widows Weep          | 6:56  |
| 3.  | My Destiny Coming to Pass  | 5:15  |
| 4.  | Ditt Endelikt              | 6:10  |
| 5.  | Cold Caress                | 5:57  |
| 6.  | Darkling                   | 5:35  |
| 7.  | Decadence                  | 4:58  |
| 8.  | Stille Kom Døden           | 12:42 |
| 9.  | The Funeral March          | 5:34  |
| 10. | Profound Scars             | 6:09  |
| 11. | A Blizzard is Storming     | 4:49  |
| 12. | Chains (bonus)             | 4:24  |
| 13. | Blue Colleen (bonus)       | 5:01  |
| 14. | Once a Star (bonus iTunes) | 5:14  |